# Graffetta

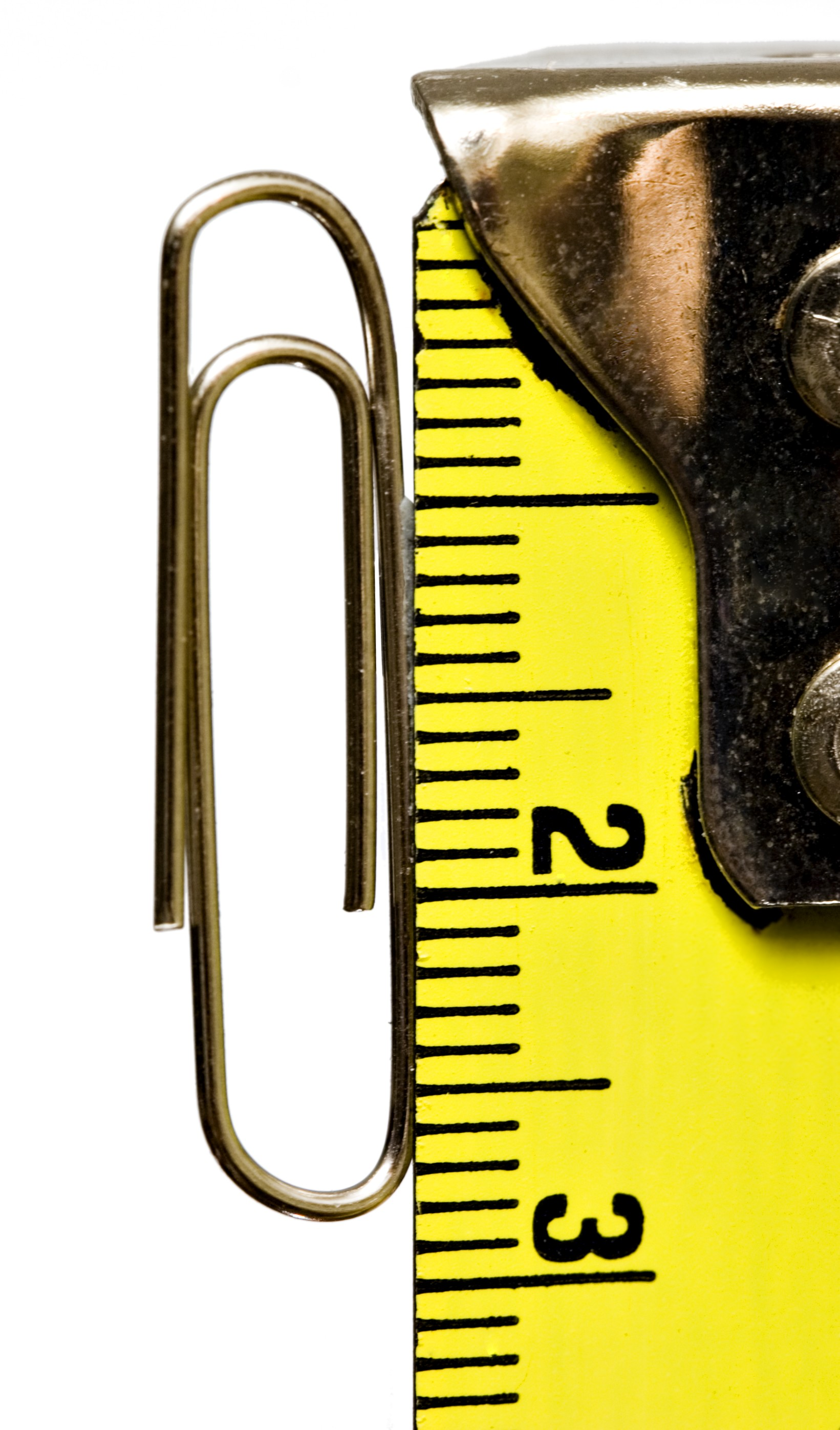
Graffetta a fermaglio

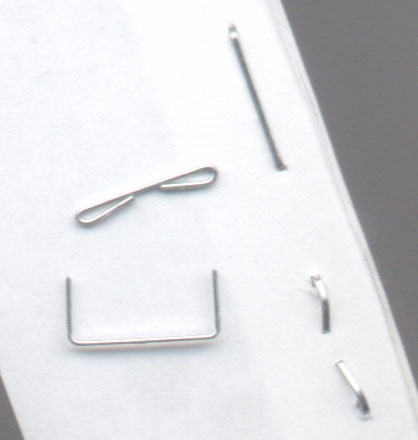
Punto metallico

La graffetta è un piccolo oggetto di metallo (in genere) che serve per tenere unite due parti. Il più della volte ci si riferisce con questo termine a un fermaglio formato da un filo di metallo curvato a formare due anse elastiche che unisce alcuni fogli di carta in modo non permanente.
Graffetta viene anche chiamato il punto metallico applicato con una macchina spillatrice (graffettatrice) che unisce in modo semi-permanente alcuni fogli di carta forandoli e ripiegandosi su se stessa, consentendo di formare un piccolo fascicolo.
La parola viene anche utilizzata per indicare il punto chirurgico che unisce le labbra di una ferita o taglio evitando di dare punti di sutura. Al rimarginarsi della ferita la graffetta viene tolta.
Le graffette in plastica vengono utilizzate per unire parti di preparazioni alimentari quali, ad esempio, i prosciutti disossati.
L'invenzione della graffetta è attribuita all'americano Samuel B. Fay. Tuttavia, l'inventore norvegese Johan Vaaler, ignorando l'esistenza della graffetta di Fay, chiese ed ottenne il brevetto per un suo modello. Questo episodio fece conoscere erroneamente Vaaler come l'inventore della graffetta.

## Riferimenti nella cultura di massa
- Durante l'occupazione nazista della Norvegia, i norvegesi, riferendosi all'invenzione di Vaaler, iniziarono in segno di protesta ad indossare graffette sui risvolti delle giacche.
- Nel software Microsoft Office, la forma di default dell'assistente di Office è una graffetta animata chiamata "Clippit" o "Clippy".
- Diverse applicazioni software utilizzano l'immagine di una graffetta per identificare l'icona degli allegati.